# Vilmon Gyula
Vilmon Gyula (Alsóhámor, 1897. március 31. – Budapest, 1966. április 6.) Kossuth-díjas magyar orvos, egészségügy-szervező, egészségügyi miniszterhelyettes (1957–1965).

## Kutatási területe
A közegészségügyi szervezet formáinak kialakítása és a szolgálat megszervezése. Járványos betegségek megelőzése. Táplálkozástudományi és települési kérdések.

## Életpályája
Alsóhámorban született, amely ma a szlovákiai Hodrushámor része. Szülei Vilmon István és Sztraka Ilona voltak. 1916-ban a zuglói Szent István Gimnáziumban érettségizett. Felsőfokú tanulmányokat a budapesti egyetemen folytatott 1920 és 1927 között, 1927. december 19-én avatták orvosdoktorrá. Szakorvosi vizsgát tett belgyógyászatból 1928-ban, tiszti orvosi vizsgát tett 1931-ben. 1932 és 1939 között Salgótarjánban, a második bécsi döntés után Nyitra vármegyében és Pozsonyban, 1941-től Bács-Bodrog vármegyében volt tiszti főorvos, 1943-tól a belügyminisztérium egészségügyi osztályának közegészségügyi felügyelője.
A második világháború után a korabeli Népjóléti Minisztériumnak dolgozott, majd az Egészségügyi Minisztérium megalakulása után a Közegészségügyi és Járványügyi Főosztályt vezette. 1956. decembertől 1957. március 1-ig ő volt az Egészségügyi Minisztérium megbízott vezetője, 1957. áprilistól 1965. februárig egészségügyi miniszterhelyettesként működött. Közben a Szegedi Orvostudományi Egyetemen (SZOTE) 1960-tól Egészségügyi és Szervezéstani Intézetet hozott létre, ahol egyetemi docensi, majd kandidátusi disszertációjának megvédése (1961) után egyetemi tanári beosztásban szervezéstani előadásokat tartott, 1962-től az általa megszervezett Intézet tanszékvezető egyetemi docense, 1963-tól tanszékvezető egyetemi tanára. 1965-ben vonult nyugalomba.
Az 1950-es évek második felében és az 1960-as években a népegészségügy fejlődése minőségi változást hozott a járványos betegségek megelőzésében, ebben a folyamatban nagy érdemei voltak Vilmon Gyula szakértelmének és szervező munkájának is. A gyermekpopuláció körében a sok esetben akár halálos kimenetelű gyermekbetegségeket kötelező védőoltásokkal, a tuberkulózis terjedését pedig kötelező szűrővizsgálatokkal előzték meg. A sikerhez hozzájárult az is, hogy az 1960-as évektől az élelmiszerek egészségügyi biztonsága és az alsóbb néposztályok táplálkozási lehetőségei javulni kezdtek.

## Emlékezete
- A Szent-Györgyi Albert Orvostudományi Egyetem (SZOTE) Egészségügyi Szervezési Intézetében (Kossuth Lajos sgt. 35.) arcképét ábrázoló domborművet avattak tiszteletére 1985. október 11-én. (A dombormű Tóth Sándor alkotása, anyaga bronz, átmérője 50 cm.)[3]
- Az Egészségnevelés folyóirat számára 1976-ban Vilmon Gyula-nívódíjat alapítottak.[4]

## Munkái (válogatás)
- Közegészségügyünk és járványügyünk tizéves fejlődése. In: Népegészségügy, 1955
- A magyar közegészségügy fejlődése és feladatai. In: Népegészségügy, 1959
- Higiénés szolgálatunk új szervezeti formái. In: Egészségtudomány, 1960
- A higiéné történeti áttekintése. In: A higiéné tankönyve. (Szerk. Bakács T., Jeney E.) Budapest, 1960. Medicina. 25–89. p.
- Higiénés hálózatunk új formái. (Kandidátusi értekezés). 1961.
- I. Az egészségügyi igazgatás egyes kérdései. Településegészségügy. II. Élelmezésügy és gyógyszerügy. III. A magyar egészségügy szervezete és feladatai. Budapest, 1962.
- A mező- és erdőgazdaság munkaegészségügye. (Társszerk. Kanyó B.) Budapest, 1963. Medicina. 280 p.

## Szakfolyóiratok szerkesztése
- Népegészségügy (szerkesztőbizottsági elnök 1957–)
- Egészségnevelés (főszerkesztő)

## Társasági tagság
- TIT Egészségügyi Szakosztály elnöke
- Magyar Vöröskereszt elnökségi tag
- Nemzetközi Higiénikus Társaság tagja

## Díjai, elismerései
- Kossuth-díj (1948)
- Magyar Népköztársasági Érdemrend V. fokozat (1950)
- Munka Érdemrend (1955)
- Fodor József-emlékérem (1959)
- Bugát Pál-emlékérem (1962)
- Munka Érdemrend arany fokozat (1965)